# قاطوبية
القَاطُوبية (الاسم العلمي: Anthribinae)، فُصيلة حشرات خنفسية من فصيلة القاطوبيات. هناك ما لا يقل عن 20 جنسًا و80 نوعًا موصوفًا في القاطوبية
.